# تپه کت یری انگرد
تپه کت یری انگرد مربوط به سده‌های متاخر دوران‌های تاریخی پس از اسلام است و در شهرستان ورزقان، بخش مرکزی، دهستان ازومدل شمالی، ۴ کیلومتری شمال روستای تخمدل واقع شده و این اثر در تاریخ ۲۷ اسفند ۱۳۸۷ با شمارهٔ ثبت ۲۶۴۲۴ به‌عنوان یکی از آثار ملی ایران به ثبت رسیده است.